# 紅紙、藍紙
紅紙、藍紙（日语：赤い紙、青い紙）是屬於學校怪談之一的都市傳說，發源自日本，但是都像裂口女一樣在韩国廣為流傳。雖然時代背景、地域有很多變體，但是大致上的內容都是相似的。

## 內容

### 第一篇故事：紅紙
在某一個傍晚，有一名男學生如廁過後找不到衛生紙，他於是試圖求助。
突然出現了一句來源不明的聲音：「想要紅色的紙嗎？還是藍色的紙？」
感到害怕的男學生以「紅色的紙」回應。他的身體即時出現大量的出血而死。

### 第二篇故事：藍紙
之後另一個傍晚，聽過紅紙殺人的事件而過於膽怯的另一名男學生進入了廁所。
他即時聽見了「想要紅色的紙嗎？還是藍色的紙？」的聲音。
他以「藍色的紙」回應。
之後，他的血液即時被全數抽走，只留下一具藍色的屍體……

## 變體
與此同時，故事的結局出現了多種的變體：
在選擇了紅紙的情況之下，有說在頂棚降下血雨，亦或被鐮刀切割得鮮血滿灑；而在選擇了藍紙的情況之下，就有說頭部因被絞首而變得青藍；更有說在馬桶裡會伸出相應顏色的手。
故事的抉擇都出現了多種的變體：
「紅紙、藍紙」據說出現了「紅斗篷、藍斗篷」的版本，亦或「紅紙、白紙」的版本。

## 第三個抉擇：黃紙
亦有人考慮過在抉擇的時候選擇「黃色的紙」，亦即是「紅紙、藍紙」以外的抉擇。
有說選擇「紅紙、藍紙」以外的紙就會得救，反之，亦有說選擇「紅紙、藍紙」以外的紙就會被拖扯到黃泉。

## 第四個抉擇：不需要或不回答
有人聽過「紅紙、藍紙」的抉擇，甚至聽過「黃紙」的選擇。
當選擇說「不需要」。會有一個紅色手抓住被害者的臉，被害者的臉上會沾滿排泄物；當選擇「不回答」。便有一個藍色手抓住被害者的頭髮，會抓走一撮頭髮．被害者的頭上留下藍色的不明物體。